# Dendrophryniscus minutus
Dendrophryniscus minutus là một loài cóc thuộc họ Bufonidae.
Loài này có ở Bolivia, Brasil, Colombia, Ecuador, Guyane thuộc Pháp, Guyana, Peru, Suriname, và có thể cả Venezuela.
Môi trường sống tự nhiên của chúng là rừng ẩm vùng đất thấp nhiệt đới hoặc cận nhiệt đới, sông có nước theo mùa, và đầm nước ngọt có nước theo mùa.
Chúng hiện đang bị đe dọa vì mất nơi sống.